# José María Manuel Cortina Pérez

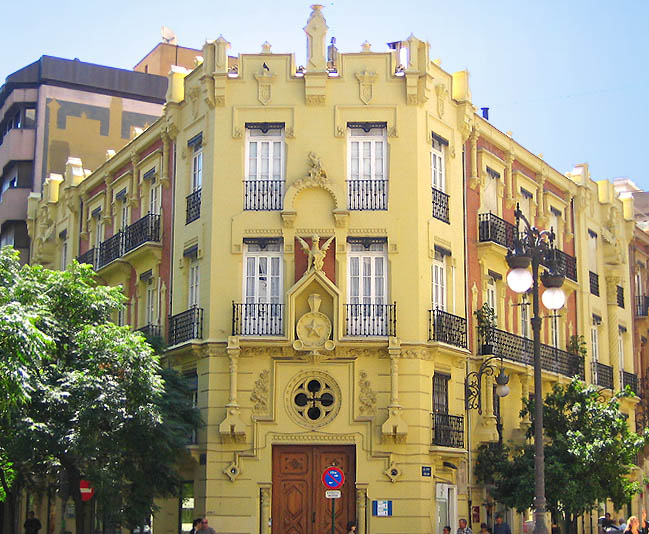
Edifici dels Dracs, obra de Cortina Pérez

José María Manuel Cortina Pérez (València, 1868 - 1950) va ser un arquitecte valencià. Se'l considera com un dels arquitectes més importants de l'anomenat modernisme valencià, caracteritzat per una arquitectura imaginativa i amb una gran fantasia.

## Biografia
Naix a la ciutat de València el 1868, estudia arquitectura a Barcelona i Madrid. Obtingué el títol l'any 1891 de l'Escola d'Arquitectura de Madrid, d'ací li vindrà el corrent historicista que conservarà en les seues obres.
Acabats els estudis torna a València, i un any més tard obté la plaça d'arquitecte municipal. En aquest càrrec desenvolupa la important tasca d'Arquitecte de L'Eixample (València) i de Cementeris. A València rep nombrosos encàrrecs de la burgesia i d'institucions religioses. Construirà edificis d'habitatges a la ciutat, cases d'estiueig, panteons, ermites i durà a terme algunes restauracions en edificis històrics.
A la llarga de la seua trajectòria va obtindre nombrosos premis d'arquitectura en les exposicions de l'època, a més de la medalla de Plata del Congrés i la Gran Creu de l'Orde d'Isabel la Catòlica. A partir de 1929 fou director del Centre de Cultura Valenciana, des d'on evitarà de l'enderroc del Palau d'Alaquàs. També fou Acadèmic de número de la Reial Acadèmia de Belles Arts de Sant Carles. Va pertànyer a l'associació Lo Rat Penat, i fou secretari del V Congrés Nacional d'Arquitectura a València de l'any 1910.
De la seua obra destaquen els edificis que va construir a l'Eixample de València, com la coneguda casa dels Dracs, al cantó dels carrers Sorní i Jordi Joan, o el gran edifici del carrer Fèlix Pizcueta, on va combinar elements medievalitzants amb les línies sinuoses de l'Art Nouveau, destacat sobretot a les reixes i als buits de la planta baixa i la fusteria dels miradors. També destaquen els edificis d'habitatges situat al carrer Cavallers número i al carrer Sorní número 23 (Edifici Cortina).

## Obres representatives

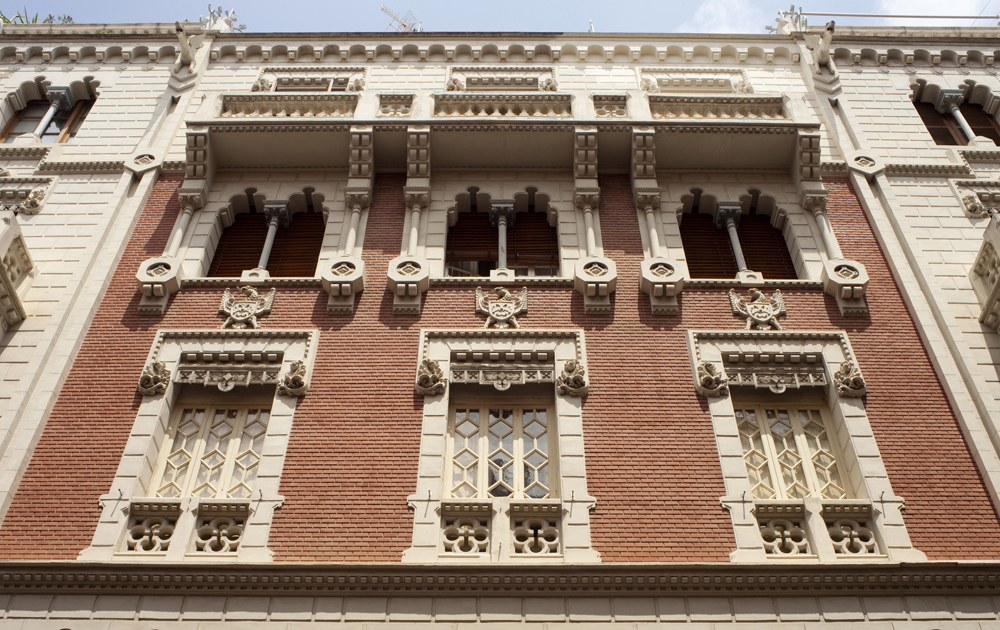
Edifici al carrer Cavallers, núm. 8

- Edifici Cortina I, carrer Felix Pizcueta núm. 3, València (1896).
- Edifici al carrer Cavallers, núm. 8, València (1897).
- Edifici Cortina II, Edifici dels Dracs, carrers Sorní núm. 4 i Jordi Joan núm. 3, València, (1901).
- Edifici Cortina Pérez, carrer Sorní núm. 23, València (1905).
- Casa dels Dracs, al carrer Real de Ceuta.
- Teatre Eslava (desaparegut) (1908)
- Quarter d'Artilleria del barri de la Ciutadella (1909). Enderrocat el 1960.
- Xalet a Paterna, ubicat al carrer Juan Magal Benzó, cantonada amb Arquitecte Cortina (1892).
- Xalet de la família Giner-Cortina a Torrent (1918 – 1919).
- Xalet a Beniferri.
- Palau Puchol a Vila-real.
- Xalet El Palasiet a Vila-real.
- Xalet La Barraca a Bétera.
- Casa Payà
- Institut Oftalmològic del doctor Viciano.
- Ermita de la Marxuquera a Gandia.
- Ermita de Nostra Senyora del Carme a Terol.
- Monument funerari al Tinent Cortina, a Paterna.
- Reixat del Reial Col·legi del Corpus Christi.
- Reixat del pati dels tarongers de la Llotja de la Seda.
- Entrada al Cementeri General de València.
- Panteons funeraris de les famílies Puchol-Sarthou (1896), Oyanguren, Martín Echeveste, Elías Martínez Boronat, Krauser, Pascual y Bordún, Cortina, Morris Cooley y Monterde.

## Distincions
- Medalla de Plata del Congrés.
- Gran Creu de la Reial Ordre d'Isabel la Catòlica.
- Acadèmic de número de la Reial Acadèmia de Belles Arts de Sant Carles.